# David Omoregie
David Omoregie (né le 1er novembre 1995 à Durham) est un athlète britannique (gallois), spécialiste du 110 m haies.

## Biographie
Médaillé de bronze des championnats du monde juniors de 2014, il remporte en 2015 le titre des championnats d'Europe espoirs à Tallinn, dans le temps de 13 s 63.
Le 3 septembre 2016, il bat le Français Pascal Martinot-Lagarde sur le fil lors de l'ISTAF Berlin en 13 s 24, ce qui représente son nouveau record personnel.

## Palmarès
| Date | Compétition                       | Lieu             | Résultat | Épreuve     | Temps   |
| ---- | --------------------------------- | ---------------- | -------- | ----------- | ------- |
| 2014 | Championnats du monde juniors     | Eugene           | 3e       | 110 m haies | 13 s 35 |
| 2015 | Championnats d'Europe espoirs     | Tallinn          | 1er      | 110 m haies | 13 s 63 |
| 2016 | Ligue de diamant                  | Ligue de diamant | 5e       | 110 m haies | détails |
| 2017 | Championnats d'Europe par équipes | Lille            | 3e       | 110 m haies | 13 s 36 |

## Records
| Épreuve     | Performance | Lieu   | Date             |
| ----------- | ----------- | ------ | ---------------- |
| 110 m haies | 13 s 24     | Berlin | 3 septembre 2016 |